# Infas Holding
Die infas Holding AG mit Sitz in Bonn ist eine börsennotierte Dachgesellschaft, die über ihre Tochtergesellschaften infas Institut für angewandte Sozialwissenschaft GmbH, infas 360 GmbH, infas quo GmbH und infas LT GmbH als umfassender Informationsdienstleister über die Gesellschaft und deren Entwicklung für Wissenschaft und Wirtschaft gleichermaßen tätig ist.

## Geschichte
Die infas Holding AG ging am 30. März 1998 unter dem Namen Hunzinger Information AG mit Sitz in Frankfurt am Main an die Börse. 2004 wurde sie in Action Press Holding AG umbenannt. Im November 2013 wurde der Name in infas Holding AG geändert.
Im August 2024 kündigte das weltweit tätige französische Sozial-, Politik- und Marktforschungsunternehmen Ipsos ein freiwilliges Übernahmeangebot für Infas an und schloss mit den vier bisherigen Hauptaktionären der infas Holding (Investmentaktiengesellschaft für langfristige Investoren TGV, PEN GmbH, Hans-Herbert Döbert und Effecten-Spiegel AG), die insgesamt 77,53 % des Grundkapitals halten, unwiderrufliche Andienungsvereinbarungen.

## Beteiligungen und Gründungen
Namensgebend für die infas Holding AG war die hundertprozentige Tochter infas Institut für angewandte Sozialwissenschaft GmbH, die zum Zeitpunkt des Namenswechsels, 2012, zu rund 70 Prozent zum Konzernumsatz beitrug.
2002 erwarb das Unternehmen die Bildagentur action press GmbH in Hamburg, die 2015 wieder veräußert wurde.
Die infas Holding AG gründete im April 2014 infas 360, ein Unternehmen für datengetriebene Marktforschung aus Research, CRM-Analytics und Geomarketing ebenfalls mit Sitz in Bonn.
Die infas Holding AG gründete im April 2017 infas quo, ein Unternehmen für strategische Managementberatung mit Sitz in Nürnberg.
Am 31. Dezember 2018 akquirierte die Holding zu 100 % das Unternehmen Lutum + Tappert GmbH. Das Bonner Unternehmen wurde 1982 gegründet und ist spezialisiert auf die Entwicklung von Kartensoftware, Business Mapping und Location Technologies. Im Jahr 2023 fusionierte das Unternehmen mit infas 360.